# Nurzec-Kisielewo
Nurzec-Kisielewo [ˈnuʐɛt͡s kiɕɛˈlɛvɔ] est un village polonais de la gmina de Nurzec-Stacja dans le powiat de Siemiatycze et dans la voïvodie de Podlachie.